# Grochowisko

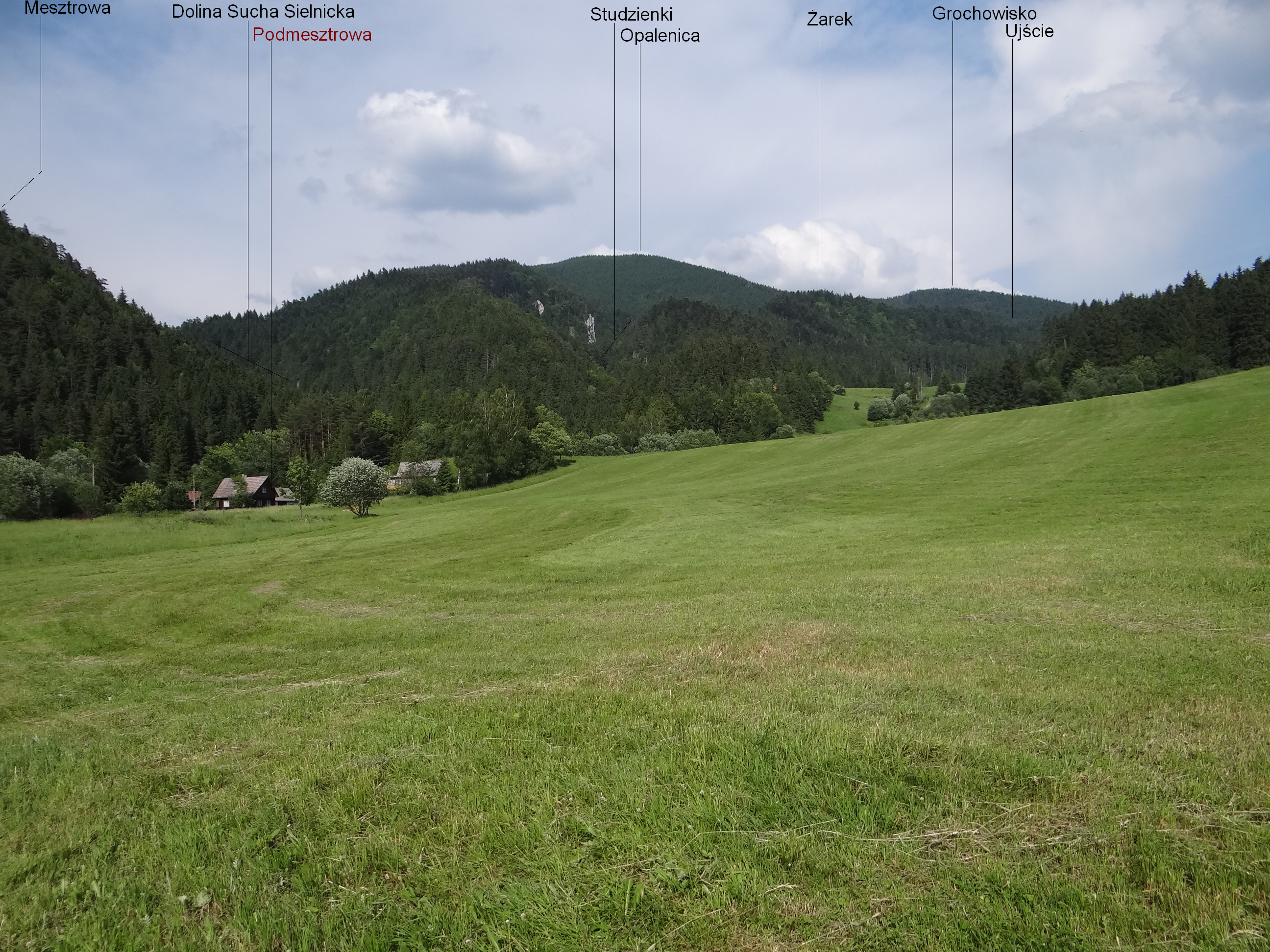
Widok z Podmesztrowej

Grochowisko (słow. Hrachovisko) – środkowa część południowo-zachodniego grzbietu Babek (Babky) w słowackich Tatrach Zachodnich. W grzbiecie tym kolejno wyróżnia się: Straż (Stráž), Rówień (Roveň, 1268 m), Grochowisko, przełęcz Ujście (Ústie, Brána, ok. 920 m) i Żarek (Žiarik, 944 m). Poniżej polany Rówień grzbiet ten rozgałęzia się na dwa ramiona. Dłuższe z nich to Grochowisko, opadające początkowo w kierunku południowo-zachodnim, niżej zakręcające bardziej na zachód. Jego orograficznie prawe stoki opadają do środkowej części Doliny Halnej (Hôľne), lewe (w górnej części) do Doliny Szankowej (Šanková dolina), zwanej też Doliną Starej Wody (Dolina Starej vody).
Grzbiet Grochowisko jest całkowicie zalesiony i biegnie nim granica obszaru ochrony ścisłej TANAP-u: orograficznie prawe stoki Grochowiska (Dolina Halna) znajdują się w tym obszarze, lewe już nie.